# Чемпіонат світу з футболу 1970 (група 3)
Матчі Групи 3 чемпіонату світу з футболу 1970 відбувалися з 2 по 11 червня 1970 року на стадіоні Халіско у Гвадалахара. Учасниками змагання в групі були переможці двох останніх світових першостей, збірні Бразилії та Англії, а також команди Румунії і Чехословаччини. До стадії плей-оф вийшли обидва номінальні фаворити, причому бразильці з першого місця завдяки перемозі в очній зустрічі проти англійців.

## Турнірне становище
| Поз | Команда        | І | В | Н | П | ГЗ | ГП | РГ | О | Кваліфікація     |
| --- | -------------- | - | - | - | - | -- | -- | -- | - | ---------------- |
| 1   | Бразилія       | 3 | 3 | 0 | 0 | 8  | 3  | +5 | 6 | Вихід до плей-оф |
| 2   | Англія         | 3 | 2 | 0 | 1 | 2  | 1  | +1 | 4 | Вихід до плей-оф |
| 3   | Румунія        | 3 | 1 | 0 | 2 | 4  | 5  | −1 | 2 |                  |
| 4   | Чехословаччина | 3 | 0 | 0 | 3 | 2  | 7  | −5 | 0 |                  |

## Матчі
Час матчів наведений за місцевим часом (UTC−6)

### Англія — Румунія
Початок турніру для діючих чемпіонів світу не став легкою прогулянкою. Першу реальну можливість відкрити рахунок втратили їх суперники, коли Емеріх Дембровський замикав навіс від Флорі Думітраке, утім не поцілив у ворота. Згодом фортуна вже посміхнулася румунам, коли удар Френсіса Лі прийняла на себе перекладина їх воріт. Врешті-решт долю матчу визначив єдиний гол, забитий збірною Англії завдяки Джеффу Герсту, який обробив флангову передачу, обігравши румунського захисника, і завдав влучного удару між ніг Стере Адамаке.
| 2 червня 1970 16:00 |

| Англія    | 1–0      | Румунія |
| --------- | -------- | ------- |
| Герст 65' | Протокол |         |

| Халіско, Гвадалахара Глядачів: 50,560 Арбітр: Віталь Лоро (Бельгія) |

| Англія | Румунія |

|                  |    |               |  |     |
|                  |    |               |  |     |
| ВР               | 1  | Гордон Бенкс  |  |     |
| ЗХ               | 2  | Кіт Ньютон    |  | 51' |
| ЗХ               | 5  | Браян Лебоун  |  |     |
| ЗХ               | 6  | Боббі Мур (к) |  |     |
| ЗХ               | 3  | Террі Купер   |  |     |
| ПЗ               | 4  | Алан Маллері  |  |     |
| ПЗ               | 8  | Алан Болл     |  |     |
| ПЗ               | 9  | Боббі Чарлтон |  |     |
| ПЗ               | 11 | Мартін Пітерс |  |     |
| НП               | 10 | Джефф Герст   |  |     |
| НП               | 7  | Френсіс Лі    |  | 75' |
| Заміни:          |    |               |  |     |
| ЗХ               | 14 | Томмі Райт    |  | 51' |
| НП               | 20 | Пітер Осгуд   |  | 75' |
| Головний тренер: |    |               |  |     |
| Альф Ремзі       |    |               |  |     |

|                   |    |                     |  |     |
|                   |    |                     |  |     |
| ВР                | 21 | Стере Адамаке       |  |     |
| ЗХ                | 2  | Лайош Сетмеряну     |  |     |
| ЗХ                | 3  | Ніколае Лупеску     |  |     |
| ЗХ                | 5  | Корнел Діну         |  |     |
| ЗХ                | 4  | Міхай Мокану        |  |     |
| ПЗ                | 15 | Йон Думітру         |  |     |
| ПЗ                | 10 | Раду Нунвайллер     |  |     |
| НП                | 7  | Емеріх Дембровський |  |     |
| НП                | 17 | Георге Тетару       |  | 73' |
| НП                | 9  | Флоря Думітраке     |  |     |
| НП                | 11 | Мірча Луческу (к)   |  |     |
| Заміни:           |    |                     |  |     |
| НП                | 16 | Александру Нягу     |  | 73' |
| Головний тренер:  |    |                     |  |     |
| Анджело Нікулеску |    |                     |  |     |

| Асистенти арбітра: Роже Машин (Франція) Дієго Де Лео (Мексика) |

### Бразилія — Чехословаччина
Захист вважався найслабшою ланкою Бразилії, фаворита змагань у групі і турніру загалом, підтвердженням чого став швидкий гол, який на той час дворазові чемпіони світу пропустили від Ладислава Петраша вже на 11-й хвилині. Проте згодом настала черга сказати своє слово найсильнішої ланки південноамериканців, нападу. Рахунок у середині першого тайму ударом зі штрафного зрівняв Рівеліно, а у другій половині гри бразильці ще тричі скористалися втомою, що почала проглядатися в діях їх суперників. Спочатку верховий пас Жерсона до карного майданчика знайшов Пеле, який прийняв м'яч грудьми і вразив ворота чехославаків, а згодом двома голами після вдалих індивідуальних дій відзначився Жаїрзіньйо, довівши рахунок до розгромного.
| 3 червня 1970 16:00 |

| Бразилія                                  | 4–1      | Чехословаччина |
| ----------------------------------------- | -------- | -------------- |
| Рівеліно 24' Пеле 59' Жаїрзіньйо 61', 83' | Протокол | Петраш 11'     |

| Халіско, Гвадалахара Глядачів: 52,897 Арбітр: Рамон Баррето (Уругвай) |

| Бразилія | Чехословаччина |

|                  |    |                     |    |     |
|                  |    |                     |    |     |
| ВР               | 1  | Фелікс              |    |     |
| ЗХ               | 4  | Карлос Альберто (к) |    |     |
| ЗХ               | 3  | Піацца              |    |     |
| ЗХ               | 2  | Бріто               |    |     |
| ЗХ               | 16 | Евералдо            |    |     |
| ПЗ               | 5  | Клодоалдо           |    |     |
| ПЗ               | 8  | Жерсон              | ЖК | 62' |
| НП               | 7  | Жаїрзіньйо          |    |     |
| НП               | 9  | Тостао              | ЖК |     |
| НП               | 10 | Пеле                |    |     |
| НП               | 11 | Рівеліно            |    |     |
| Заміни:          |    |                     |    |     |
| ПЗ               | 18 | Кажу                |    | 62' |
| Головний тренер: |    |                     |    |     |
| Маріо Загалло    |    |                     |    |     |

|                  |    |                       |    |     |
|                  |    |                       |    |     |
| ВР               | 1  | Іво Віктор            |    |     |
| ЗХ               | 2  | Карол Добіаш          |    |     |
| ЗХ               | 5  | Александер Горват (к) | ЖК |     |
| ЗХ               | 3  | Вацлав Мігас          |    |     |
| ЗХ               | 4  | Владимир Гагара       |    |     |
| ПЗ               | 16 | Іван Грдлічка         |    | 46' |
| ПЗ               | 9  | Ладислав Куна         |    |     |
| ПЗ               | 18 | Франтішек Веселий     |    | 75' |
| ПЗ               | 8  | Ладислав Петраш       |    |     |
| НП               | 10 | Йозеф Адамець         |    |     |
| НП               | 11 | Карол Йокл            |    |     |
| Заміни:          |    |                       |    |     |
| ПЗ               | 6  | Андрей Квашняк        |    | 46' |
| ПЗ               | 7  | Богумил Веселий       |    | 75' |
| Головний тренер: |    |                       |    |     |
| Йозеф Марко      |    |                       |    |     |

| Асистенти арбітра: Абрахам Кляйн (Ізраїль) Артуро Ямасакі (Мексика) |

### Румунія — Чехословаччина
Як і в попередній грі своєї команди, Ладислав Петраш зумів відкрити рахунок гри у її дебюті, цього разу вже на п'ятій хвилині, замкнувши головою навіс від Богумила Веселого. Румуни, розуміючи, що друга поразка поспіль перекреслює їх шанси на продовження боротьби на першості, значно активізувалися у другому таймі, зумівши не лише зрівняти рахунок, але й вирвати перемогу. Спочатку Александру Нягу обіграв захисника суперників і реалізував вихід на ударну позицію, а згодом він же змусив Яна Злоху сфолити у власному карному майданчику, після чого Флоря Думітраке релізував пенальті.
| 6 червня 1970 16:00 |

| Румунія                       | 2–1      | Чехословаччина |
| ----------------------------- | -------- | -------------- |
| Нягу 52' Думітраке 75' (пен.) | Протокол | Петраш 5'      |

| Халіско, Гвадалахара Глядачів: 56,818 Арбітр: Дієго Де Лео (Мексика) |

| Румунія | Чехословаччина |

|                   |    |                     |     |     |
|                   |    |                     |     |     |
| ВР                | 21 | Стере Адамаке       |     |     |
| ЗХ                | 2  | Лайош Сетмеряну     |     |     |
| ЗХ                | 4  | Міхай Мокану        |     |     |
| ЗХ                | 15 | Йон Думітру         |     | 81' |
| ЗХ                | 3  | Ніколае Лупеску     |     |     |
| ЗХ                | 5  | Корнел Діну         |     |     |
| ПЗ                | 16 | Александру Нягу     |     |     |
| ПЗ                | 7  | Емеріх Дембровський |     |     |
| ПЗ                | 10 | Раду Нунвайллер     | 82' |     |
| НП                | 9  | Флоря Думітраке     |     |     |
| НП                | 11 | Мірча Луческу (к)   |     | 69' |
| Заміни:           |    |                     |     |     |
| ПЗ                | 14 | Василе Джерджелі    |     | 81' |
| НП                | 17 | Георге Тетару       |     | 69' |
| Головний тренер:  |    |                     |     |     |
| Анджело Нікулеску |    |                     |     |     |

|                  |    |                       |     |     |
|                  |    |                       |     |     |
| ВР               | 22 | Александр Венцель     |     |     |
| ЗХ               | 2  | Карол Добіаш          |     |     |
| ЗХ               | 5  | Александер Горват (к) |     |     |
| ЗХ               | 3  | Вацлав Мігас          |     |     |
| ЗХ               | 15 | Ян Злоха              |     |     |
| ПЗ               | 9  | Ладислав Куна         |     |     |
| ПЗ               | 6  | Андрей Квашняк        | 82' |     |
| ПЗ               | 7  | Богумил Веселий       |     |     |
| ПЗ               | 19 | Йозеф Юрканін         |     | 46' |
| ПЗ               | 8  | Ладислав Петраш       |     |     |
| НП               | 11 | Карол Йокл            |     | 69' |
| Заміни:          |    |                       |     |     |
| НП               | 10 | Йозеф Адамець         |     | 46' |
| НП               | 18 | Франтішек Веселий     |     | 69' |
| Головний тренер: |    |                       |     |     |
| Йозеф Марко      |    |                       |     |     |

| Асистенти арбітра: Дьюла Емсбергер (Угорщина) Віталь Лоро (Бельгія) |

### Бразилія — Англія
В очній зустрічі фаворитів групи і на той момент її лідерів переможця визначив єдиний гол, що відбувся ближче до завершення години гри. Бразильці провели комбінаційну атаку, участь у якій взяли Тостао, Кажу та Пеле, а завершив вдалим ударом Жаїрзіньйо.
| 7 червня 1970 12:00 |

| Бразилія       | 1–0      | Англія |
| -------------- | -------- | ------ |
| Жаїрзіньйо 59' | Протокол |        |

| Халіско, Гвадалахара Глядачів: 66,843 Арбітр: Абрахам Кляйн (Ізраїль) |

| Бразилія | Англія |

|                  |    |                     |  |     |
|                  |    |                     |  |     |
|                  |    |                     |  |     |
| ВР               | 1  | Фелікс              |  |     |
| ЗХ               | 4  | Карлос Альберто (к) |  |     |
| ЗХ               | 3  | Піацца              |  |     |
| ЗХ               | 2  | Бріто               |  |     |
| ЗХ               | 16 | Евералдо            |  |     |
| ПЗ               | 5  | Клодоалдо           |  |     |
| ПЗ               | 18 | Кажу                |  |     |
| НП               | 7  | Жаїрзіньйо          |  |     |
| НП               | 9  | Тостао              |  | 68' |
| НП               | 10 | Пеле                |  |     |
| НП               | 11 | Рівеліно            |  |     |
| Заміни:          |    |                     |  |     |
| НП               | 13 | Роберто             |  | 68' |
| Головний тренер: |    |                     |  |     |
| Маріо Загалло    |    |                     |  |     |

|                  |    |               |     |     |
|                  |    |               |     |     |
| ВР               | 1  | Гордон Бенкс  |     |     |
| ЗХ               | 14 | Томмі Райт    |     |     |
| ЗХ               | 5  | Браян Лебоун  |     |     |
| ЗХ               | 6  | Боббі Мур (к) |     |     |
| ЗХ               | 3  | Террі Купер   |     |     |
| ПЗ               | 4  | Алан Маллері  |     |     |
| ПЗ               | 8  | Алан Болл     |     |     |
| ПЗ               | 9  | Боббі Чарлтон |     | 63' |
| ПЗ               | 11 | Мартін Пітерс |     |     |
| НП               | 10 | Джефф Герст   |     |     |
| НП               | 7  | Френсіс Лі    | 30' | 63' |
| Заміни:          |    |               |     |     |
| ПЗ               | 19 | Колін Белл    |     | 63' |
| НП               | 22 | Джефф Астл    |     | 63' |
| Головний тренер: |    |               |     |     |
| Альф Ремзі       |    |               |     |     |

| Асистенти арбітра: Артуро Ямасакі (Мексика) Роже Машин (Франція) |

### Бразилія — Румунія
Попри те, що на момент своєї заключної гри у групі Бразилія вже кваліфікувалася до стадії плей-оф, вона вийшла на поле основним складом і домінувала по ходу більшої частини гри. ЇЇ рахунок на 19-й хвилині відкрив Пеле, забивши обвідним ударом зі штрафного, а за декілька хвилин перевагу південноамериканців подвоїв Жаїрзіньйо, замкнувши простріл від Кажу на ближній стійці і забивши свій четвертий гол у трьох іграх турніру. Ще в першому таймі одна з нечисленних атак румунів завершилася успіхом завдяки індивідуальній майстерності Флорі Думітраке, який перед влучним ударом пройшов двох бразильських захисників. Відрив своєї команди у два м'ячі на 67-й хвилині відновив Пеле, а згодом влучний удар головою від Емеріха Дембровського за 6 хвилин до завершення гри встановив її остаточний рахунок.
| 10 червня 1970 16:00 |

| Бразилія                     | 3–2      | Румунія                        |
| ---------------------------- | -------- | ------------------------------ |
| Пеле 19', 67' Жаїрзіньйо 22' | Протокол | Думітраке 34' Дембровський 84' |

| Халіско, Гвадалахара Глядачів: 50,804 Арбітр: Фердинанд Маршал (Австрія) |

| Бразилія | Румунія |

|                  |    |                     |  |     |
|                  |    |                     |  |     |
| ВР               | 1  | Фелікс              |  |     |
| ЗХ               | 4  | Карлос Альберто (к) |  |     |
| ЗХ               | 3  | Піацца              |  |     |
| ЗХ               | 2  | Бріто               |  |     |
| ЗХ               | 16 | Евералдо            |  | 60' |
| ЗХ               | 15 | Фонтана             |  |     |
| ПЗ               | 5  | Клодоалдо           |  | 74' |
| ПЗ               | 18 | Кажу                |  |     |
| НП               | 7  | Жаїрзіньйо          |  |     |
| НП               | 9  | Тостао              |  |     |
| НП               | 10 | Пеле                |  |     |
| Заміни:          |    |                     |  |     |
| ЗХ               | 6  | Марко Антоніо       |  | 60' |
| НП               | 19 | Еду                 |  | 74' |
| Головний тренер: |    |                     |  |     |
| Маріо Загалло    |    |                     |  |     |

|                   |    |                     |     |     |
|                   |    |                     |     |     |
| ВР                | 21 | Стере Адамаке       |     | 27' |
| ЗХ                | 2  | Лайош Сетмеряну     |     |     |
| ЗХ                | 3  | Ніколае Лупеску     |     |     |
| ЗХ                | 5  | Корнел Діну         |     |     |
| ЗХ                | 4  | Міхай Мокану        | 78' |     |
| ПЗ                | 15 | Йон Думітру         | 44' |     |
| ПЗ                | 10 | Раду Нунвайллер     |     |     |
| ПЗ                | 7  | Емеріх Дембровський |     |     |
| ПЗ                | 16 | Александру Нягу     |     |     |
| НП                | 9  | Флоря Думітраке     |     | 72' |
| НП                | 11 | Мірча Луческу (к)   |     |     |
| Заміни:           |    |                     |     |     |
| ВР                | 1  | Ріке Редукану       |     | 27' |
| НП                | 17 | Георге Тетару       |     | 72' |
| Головний тренер:  |    |                     |     |     |
| Анджело Нікулеску |    |                     |     |     |

| Асистенти арбітра: Рамон Баррето (Уругвай) Віталь Лоро (Бельгія) |

### Англія — Чехословаччина
Проти чехословацької команди, яка вже втратила шанси на вихід до плей-оф, діючі чемпіони світу зіграли дуже обережно. У першому таймі гри жодна з команд не створила реальних шансів для взяття воріт, а на початку другого тайму англійці вийшли уперед завдякі сумнівному пенальті, призначеному після потрапляння м'ча   в руку Ладиславу Куні. Його реалізував Аллан Кларк, для якого ця гра була дебютною у складі національної команди. Найреальніший шанс зрівняти рахунук у грі за десять хвилин до фінального свистка не реалізував Карол Добіаш, на чий дальній постріл Гордон Бенкс зреагував, перевівши м'яч у поперечину воріт.
| 11 червня 1970 16:00 |

| Англія           | 1–0      | Чехословаччина |
| ---------------- | -------- | -------------- |
| Кларк 50' (пен.) | Протокол |                |

| Халіско, Гвадалахара Глядачів: 49,292 Арбітр: Роже Машин (Франція) |

| Англія | Чехословаччина |

|                  |    |               |  |     |
|                  |    |               |  |     |
| ВР               | 1  | Гордон Бенкс  |  |     |
| ЗХ               | 2  | Кіт Ньютон    |  |     |
| ЗХ               | 17 | Джек Чарльтон |  |     |
| ЗХ               | 6  | Боббі Мур (к) |  |     |
| ЗХ               | 3  | Террі Купер   |  |     |
| ПЗ               | 4  | Алан Маллері  |  |     |
| ПЗ               | 19 | Колін Белл    |  |     |
| ПЗ               | 9  | Боббі Чарлтон |  | 65' |
| ПЗ               | 11 | Мартін Пітерс |  |     |
| НП               | 21 | Аллан Кларк   |  |     |
| НП               | 22 | Джефф Астл    |  | 65' |
| Заміни:          |    |               |  |     |
| ПЗ               | 8  | Алан Болл     |  | 65' |
| НП               | 20 | Пітер Осгуд   |  | 65' |
| Головний тренер: |    |               |  |     |
| Альф Ремзі       |    |               |  |     |

|                  |    |                   |     |     |
|                  |    |                   |     |     |
| ВР               | 1  | Іво Віктор (к)    |     |     |
| ЗХ               | 2  | Карол Добіаш      | 78' |     |
| ЗХ               | 3  | Вацлав Мігас      |     |     |
| ЗХ               | 14 | Владимир Гривняк  |     |     |
| ЗХ               | 4  | Владимир Гагара   |     |     |
| ПЗ               | 17 | Ярослав Поллак    |     |     |
| ПЗ               | 9  | Ладислав Куна     |     |     |
| ПЗ               | 18 | Франтішек Веселий |     |     |
| ПЗ               | 8  | Ладислав Петраш   |     |     |
| НП               | 10 | Йозеф Адамець     |     |     |
| НП               | 11 | Ян Чапкович       |     | 72' |
| Заміни:          |    |                   |     |     |
| НП               | 21 | Карол Йокл        |     | 72' |
| Головний тренер: |    |                   |     |     |
| Йозеф Марко      |    |                   |     |     |

| Асистенти арбітра: Дьюла Емсбергер (Угорщина) Фердинанд Маршал (Австрія) |